# Ribautodelphax angulosus
Ribautodelphax angulosus är en insektsart som först beskrevs av Ribaut 1953.  Ribautodelphax angulosus ingår i släktet Ribautodelphax, och familjen sporrstritar. Arten är reproducerande i Sverige.